# Huehuetoca
Huehuetoca (mot d'origine nahuatl) est l'une de 125 municipalités de l'État de Mexico au Mexique. Huehuetoca confine au nord à Tequixquiac, à l'ouest à Tepotzotlán, au sud à Coyotepec et à l'est à Zumpango. Son chef-lieu est Huehuetoca qui compte 11 948 habitants.

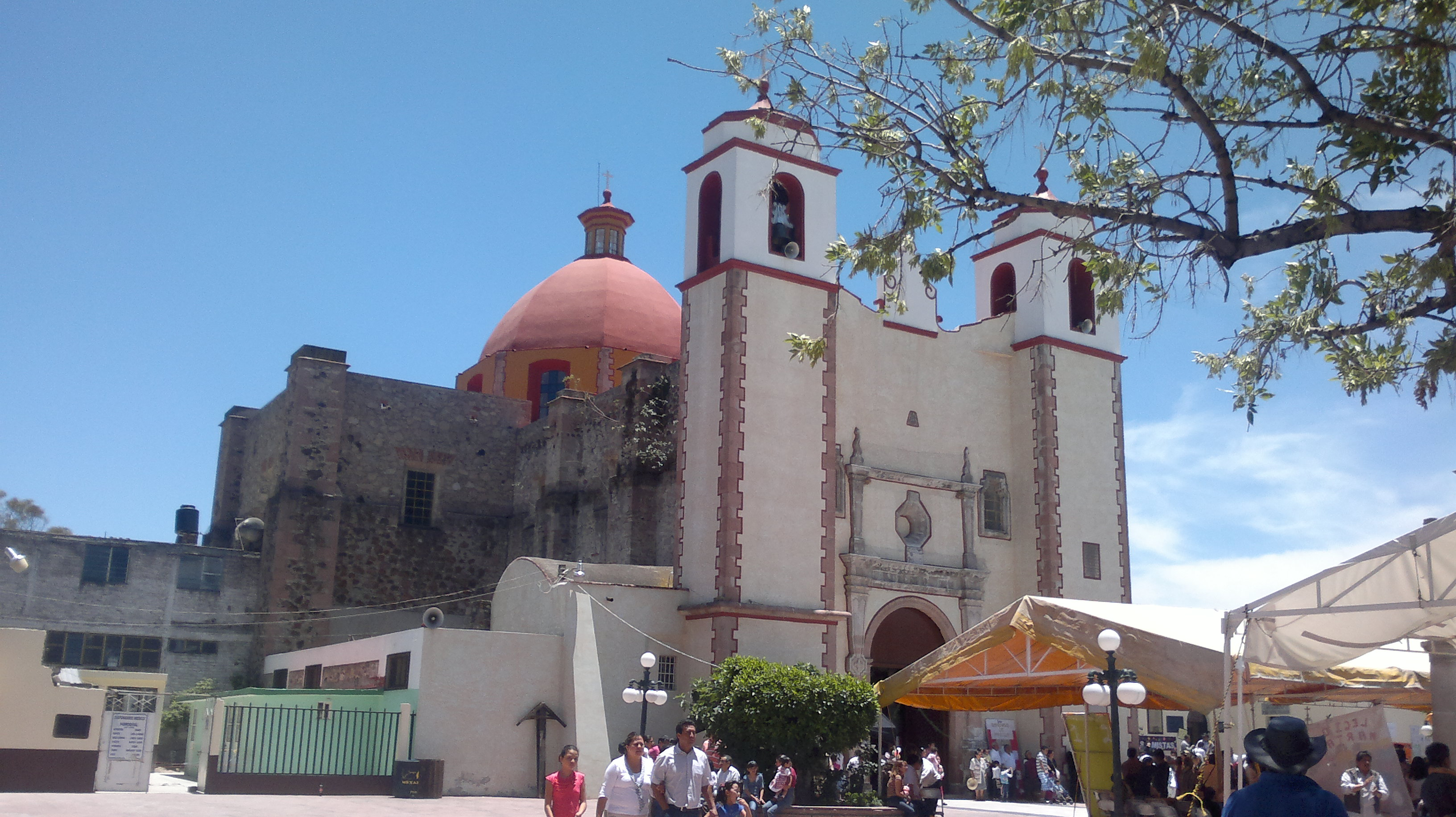
Église paroissiale de San Pablo à Huehuetoca.

## Démographie
| Ville                      | Population |
| Totale Municipalité        | 100 023    |
| Huehuetoca                 | 11 948     |
| San Miguel de los Jagüeyes | 4 201      |
| San Pedro Xalpa            | 4 168      |